# Михайловская волость (Богучарский уезд)
Михайловская волость — историческая административно-территориальная единица Богучарского уезда Воронежской губернии с центром в слободе Михайловка.
По состоянию на 1880 год состояла из 11 поселений, 11 сельских общин. Населения — 9285 человек (4610 мужского пола и 4675 — женской), 1275 дворовых хозяйств.
|                        | Площадь, десятин | В том числе пахотной, дес. |
| ---------------------- | ---------------- | -------------------------- |
| Сельских общин         | 11056            | 10556                      |
| Частной собственности  | 5700             | 1961                       |
| Казенной собственности | 7568             | 1824                       |
| Другой собственности   | 184              | 160                        |
| В общем                | 32967            | 15707                      |

Поселения волости на 1880 год:
- Михайловка — бывшее владельческое слобода при реке Белая за 75 верст от уездного города, 2939 человек, 489 дворов, православная церковь, школа, больница, почтовая станция, 4 скамейки, 5 ярмарок в год. За 5 верстах — паровая мельница. За версту — железнодорожная станция Ольгинская.
- Валентиновка — бывший собственнический хутор, 878 человек, 115 дворов.
- Григорьевка (Бобровка) — бывшее владельческое слобода при реке Колодец, 795 человек, 125 дворов.
- Евдокиевка (Криуловка) — бывший собственнический хутор, 579 человек, 83 двора.
- Еленовка (Могилевка) — бывшее владельческое слобода, 1267 человек, 141 двор, православная церковь, торжок.
- Ивановка — бывший собственнический хутор, 672 лица, 88 дворов.
- Софиевка — бывший собственнический хутор, 807 лиц, 99 дворов.

По данным 1900 года в волости насчитывалось 57 поселений с преимущественно украинским населением, 10 сельских обществ, 73 здания и учреждения, 1442 дворовых хозяйства, население составляло 8528 человек (4368 мужского пола и 4160 — женского).
В 1915 году волостным урядником был Павел Іпполитович Демченко, старшиной — Дмитрий Иванович Щепетильников, волостным писарем — Стефан Федорович Попов.